# كأس شي بيليفز 2016
بطولة كأس شي بيليفز 2016 هي النسخة الأولى من بطولة كأس شي بيليفز، وهي بطولة كرة قدم نسائية أقيمت بدعوة من الاتحاد الأمريكي لكرة القدم في الولايات المتحدة في الفترة من 3 إلى 9 مارس 2016. بمشاركة منتخبات وطنية من ألمانيا، إنجلترا، فرنسا، والمنتخب المضيف الولايات المتحدة، قبل انطلاق دورة الألعاب الأولمبية الصيفية 2016 في ريو دي جانيرو، البرازيل. لعبت المنتخبات الأربعة المدعوة دورةً بنظام الدوري من دور واحد. تم احتساب النقاط في دور المجموعات وفقًا للصيغة القياسية بثلاث نقاط للفوز ونقطة واحدة للتعادل.

## المنتخبات
| المنتخب          | تصنيف الفيفا (ديسمبر 2015) |
| ---------------- | -------------------------- |
| الولايات المتحدة | 1                          |
| ألمانيا          | 2                          |
| فرنسا            | 3                          |
| إنجلترا          | 5                          |

## الملاعب
| تامبا                                           | ناشفيل        | بوكا راتون (منطقة ميامي)    |
| ----------------------------------------------- | ------------- | --------------------------- |
| ملعب ريموند جيمس                                | ملعب نيسان    | ملعب جامعة فلوريدا أتلانتيك |
| السعة: 65,618                                   | السعة: 69,143 | السعة: 29,419               |
|                                                 |               |                             |
| تامبا ناشفيل بوكا راتونكأس شي بيليفز 2016 (USA) |               |                             |

## ترتيب المجموعة
| م      | الفريق                  | لعب | ف | ت | خ | أ.له | أ.ع | أ.ف | نقاط |
| ------ | ----------------------- | --- | - | - | - | ---- | --- | --- | ---- |
| الأول  | الولايات المتحدة (H, C) | 3   | 3 | 0 | 0 | 4    | 1   | +3  | 9    |
| الثاني | ألمانيا                 | 3   | 2 | 0 | 1 | 4    | 3   | +1  | 6    |
| الثالث | إنجلترا                 | 3   | 0 | 1 | 2 | 1    | 3   | −2  | 1    |
| 4      | فرنسا                   | 3   | 0 | 1 | 2 | 0    | 2   | −2  | 1    |

## مباريات المجموعة
جميع الأوقات محلية (UTC−5).

### ألمانيا ضد فرنسا
| ألمانيا  | 1–0   | فرنسا |
| -------- | ----- | ----- |
| ماير 83' | تقرير |       |

### الولايات المتحدة ضد إنجلترا
| الولايات المتحدة | 1–0   | إنجلترا |
| ---------------- | ----- | ------- |
| دان 72'          | تقرير |         |

### الولايات المتحدة ضد فرنسا
| الولايات المتحدة | 1–0   | فرنسا |
| ---------------- | ----- | ----- |
| مورغان 90+1'     | تقرير |       |

### ألمانيا ضد إنجلترا
| ألمانيا                               | 2–1   | إنجلترا   |
| ------------------------------------- | ----- | --------- |
| فلايرتي 76' (ه.ذ.) · بيتر 82' (ركلة.) | تقرير | 9' ديوغان |

### فرنسا ضد إنجلترا
| فرنسا | 0–0    | إنجلترا |
| ----- | ------ | ------- |
|       | Report |         |

### الولايات المتحدة ضد ألمانيا
| الولايات المتحدة      | 2–1   | ألمانيا   |
| --------------------- | ----- | --------- |
| مورغان 35' · مويس 41' | تقرير | ميتاغ 29' |

## هدافو الأهداف
هدفان
- أليكس مورغان

هدف واحد
- توني دوغان
- ليوني ماير
- آنيا ميتاغ
- بابيت بيتر
- كريستال دان
- سامانثا مويس

هدف عكسي
- غيلي فلايرتي (لعبت ضد ألمانيا)